# ヒメイカ
ヒメイカ Idiosepius paradoxus は、ごく小型のイカの1種。藻場に生息し、背中に吸着器があって藻などにくっつくことが出来る。別名にヒナイカがある。

## 概説
最小のイカと言われるが、種としてはこの種が最小とは言い難い。それでも頭足類最小はこの種を含むヒメイカ属であり、本種は普通で2cm以下、小型の個体では1cmを更に下回る。
分類上も独特で、本種を含む属のみで1科1目を建てる説もある。背中の部分に吸着装置を持ち、それで藻などに張り付くのは本属に特有の特徴である。また本種は小型の甲殻類を食べるが、その際に口を餌の体内に挿入し、内部のみを食べる。藻場に生息する。

## 特徴
体長2cmほど、外套膜部の長さは16mm。体は紡錘形で、胴体の幅は長さの約半分ほど、外套膜の先端はややとがっている。鰭は小さく、外套膜先端よりやや後方につく。外套膜の背中側には小判型に粘着細胞の集まった部分があり、この部分で他のものに付着することが出来る。8本の腕は短く、吸盤は2列で30個ほど。ただし雄では第IV腕が変形し、吸盤は4-7個だけ、基部のみにあり、右側には肉襞が、左側の先端には半月形の膜を生じる。触腕はやや長く、吸盤が4列ある。触椀は特に広がっておらず、吸盤も腕のそれとほぼ同じである。体表に細かな斑点が一面にあり、体色は黒褐色から蒼灰色まで変化させることが出来る。
このイカは世界最小のイカとされる。

## 分布
日本および朝鮮半島、それに中国沿岸に分布する。日本における分布は三陸以南である。

## 生息環境、生態など
沿岸の浅い砂泥域にあるアマモなどの生育する場、いわゆる藻場を生息域とする。アマモの葉に吸着して暮らし、産卵もアマモなどに一つずつくっつける。

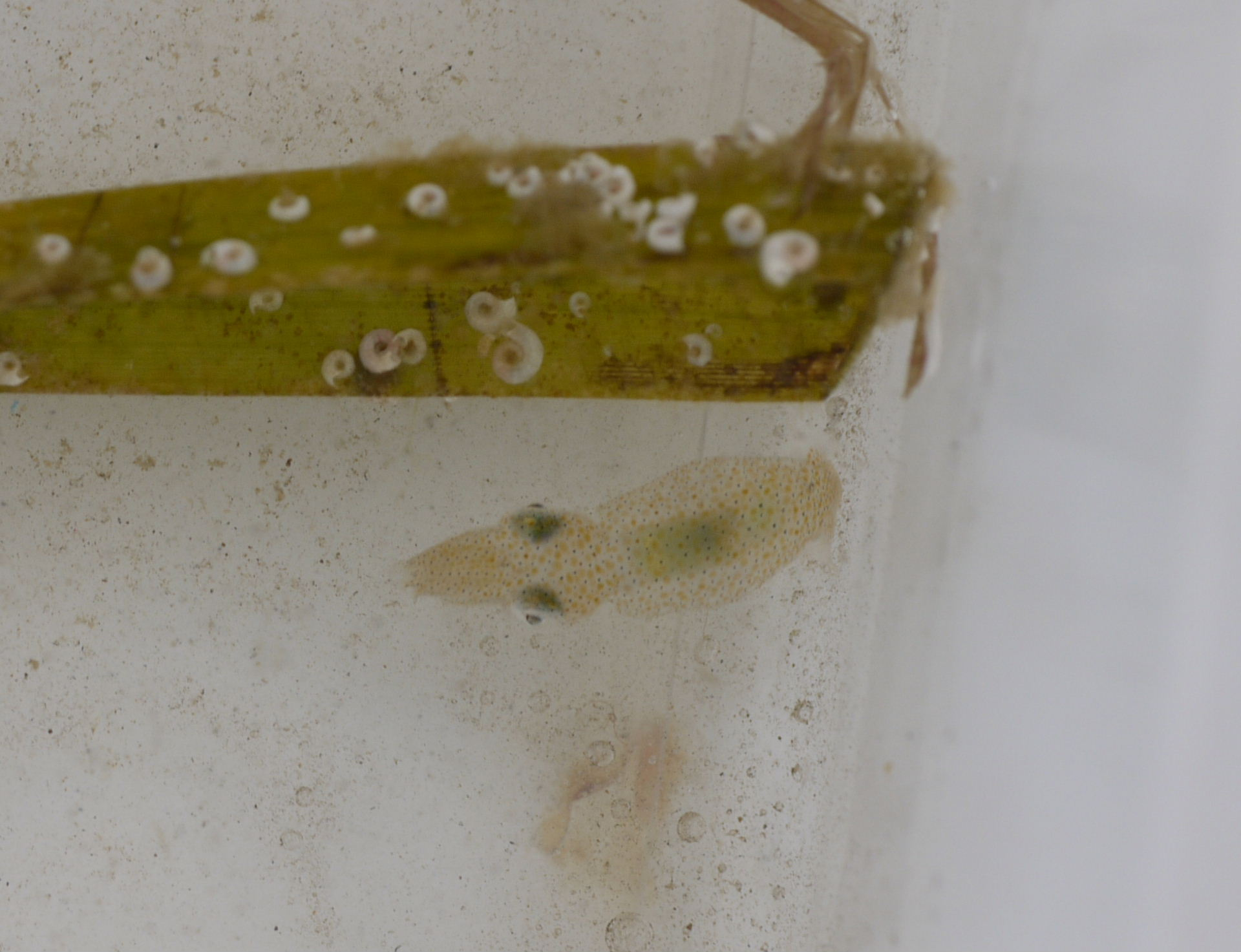
白っぽくなっている状態 上はアマモの葉
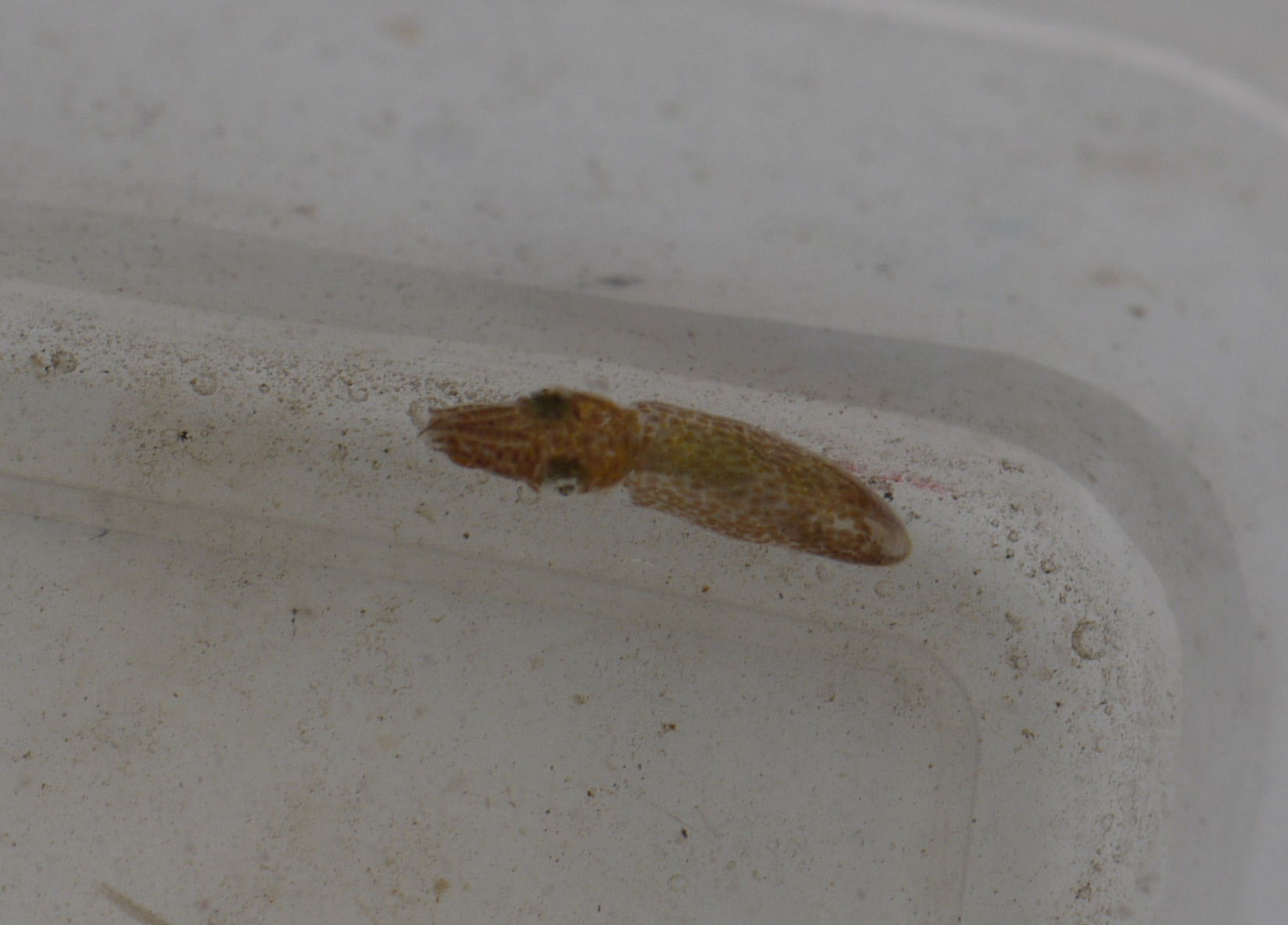
濃い褐色に変色した状態
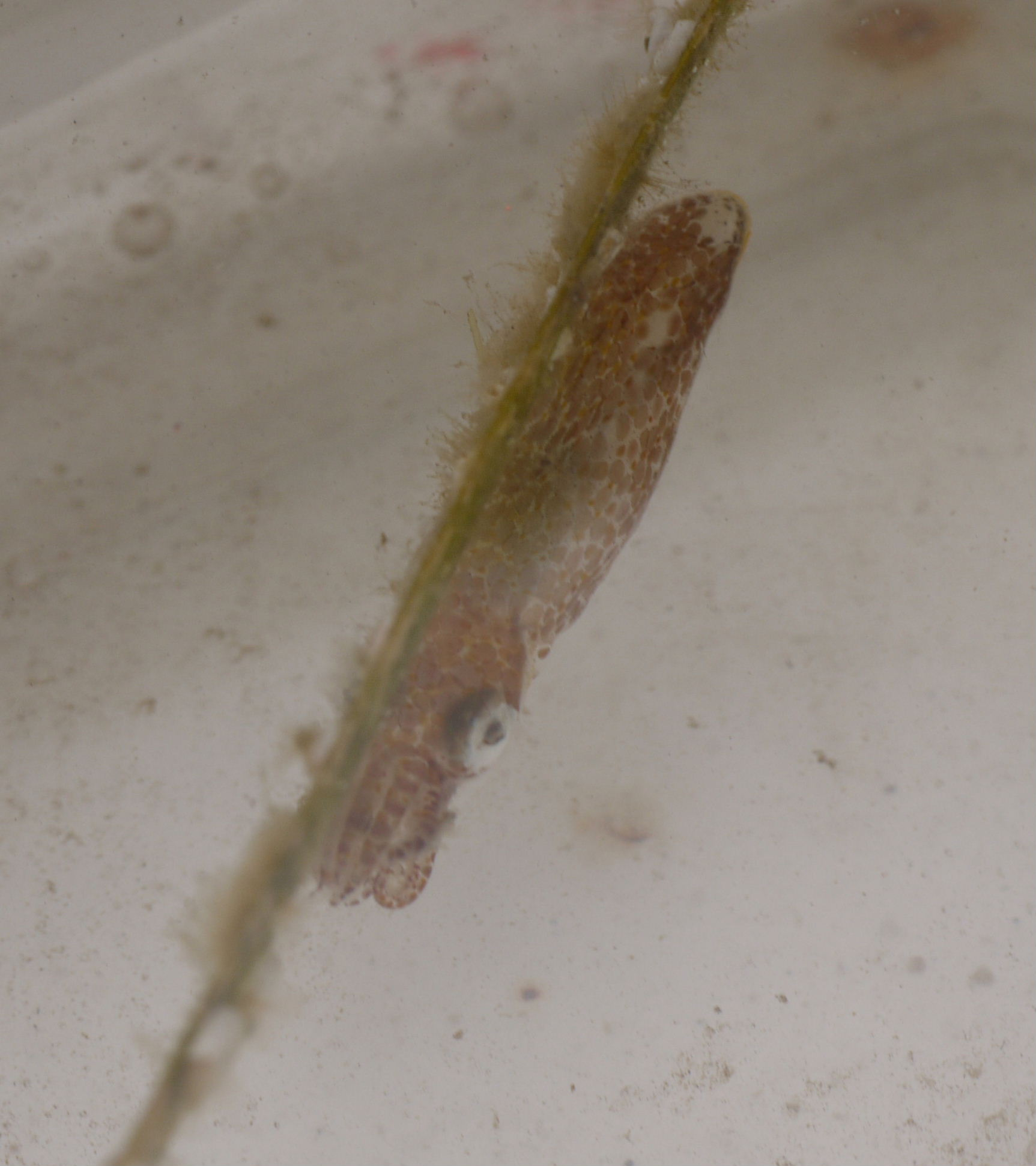
吸着装置でアマモに付着

### 繁殖
繁殖行動として、イカ類は雄が交接腕に精包を保持し、それを雌の体内に挿入し、またその前には求愛行動が見られるものが多い。しかし本種では明確な求愛行動は見られず、雌が泳いでいる時でも付着している時でも、特に区別なく、まるで隙をつくように雄が接近し、交接する。更に、雄は雄に対しても交接行動をとり、野外調査でも雄の10%は交接を受けていたという。
卵は2列ないし3列にきれいに並べてくっつける。飼育下の観察では、雌は付着器でアマモの葉に付着した状態で、漏斗から卵を産み出し、それを触椀を含めた10本の腕で受け取り、それを葉にくっつける。この時、まず10本の腕で受け取ったあと、第1から第3腕で基盤面を掴み、2本の触腕に卵を持って基盤に押しつける。2-3個の卵を産み付けると、雌は後ずさりして次の産卵のスペースを確保する。また、産卵の際に雄がやってきて交接する。複数の雄が雌を取り囲んで次々に交接するのが観察され、しかし雄同士で争う様子はなかったという。交接中も雌は産卵行動を続ける。これは飼育下だけでなく、海中でも観察された記録がある。なお、産卵中の交接は、他のイカ類でも報告があるが、いずれもペアを作って交接産卵する種において、ペアを作れなかった雄によるいわゆるスニーカー雄の行動であり、本種のように複数個体間で交接するものでの例は他には記録がない。
1個体の雌が産卵する期間は時に1ヶ月を超え、小型個体では42回の産卵で896個、大型個体では36回産卵で2111個も産卵した例がある。これは大型のイカに比べれば遙かに少ないが、卵が1mm程度と本体に比べて大きいことから、その量は驚くべきものである。近縁のホンヒメイカでは卵とそれに付随するゼリー物質の量を合わせると、本体の体重の20倍に達するとの計算があり、本種はこの種より更に多産である。なお、雌は最後の産卵の後は早い個体ではその日の内に、遅くとも2日以内に死亡する。

### 卵と発生
卵は1つの卵嚢の中に1個の卵が含まれるもので、基本的にはコウイカ科のものと同じである。卵嚢はほぼ楕円形で、薄い透明な層が8-10枚重なった膜で包まれる。産卵直後の卵嚢は長径1.4-1.6mm、短径1.2-1.4mmで、発生が進むとやや大きくなる。発生は一般的なイカのそれと大差ない。
孵化は室温で産卵後13-17日程度。孵化直後の幼生の外套膜の長さは1.16-1.22mm、全長は2.30-2.44mm、卵黄はほとんど吸収し終えている。
幼生が外洋のプランクトンとして発見されることがあり、その理由は不明である。

### 捕食
普通のイカと同様に肉食性の捕食者であり、触椀を伸ばして獲物を捕らえる。飼育下ではアミや小型のエビをよく食べる。特徴的な行動として、獲物を捕らえると背中の粘着装置で基物に張り付き、それから獲物を食べ始める。また、食べ終わった後に食べ残しを捨てるが、外骨格だけで、それがきれいに整っており、まるで脱皮殻のように見える。これは口球を獲物の体内に挿入し、内部だけを食べるためである。試験的にスジエビを餌に詳しく調べた例では、イカは必ずエビの背面、それも背甲と腹部との繋ぎ目をねらい、それ以外の部分でとらえた場合でも、その位置に口が来るように獲物を持ち替える。獲物はしばらくすると麻痺状態になる。これはイカが毒を注入しているためと考えられる。また、その後に口球が伸びて体内に入り、組織を食うのだが、顎板が動く様子は見られず、どうやら消化液を注入し、溶けた部分を吸い上げる、いわゆる体外消化をしている可能性がある。魚類も小さいものであれば捕食する。野外ではヨコエビ類を主な餌としている。

### 生活史
周年調査では、秋から春先にかけて大型個体が増え、それ以降秋までは小型個体のみが見られる。しかし解剖すると、春の大型個体と夏の小型個体が性的に成熟しており、春から夏まで成長し、小型で成熟する世代と、秋から越冬して春まで成長し、大型になる世代と、年に2世代を繰り返すと考えられる。平衡石の断面の調査から、個々の個体の寿命は150日程度である。

## 分類
本属には7種があり、外見はいずれもよく似ている。同属の他の種では触椀の吸盤列がより少ないものが多い。南アフリカ産のテビロヒメイカ I. macrocheir も触椀に吸盤を4列持つが、触椀の幅が広くなっている点で区別できる。日本には他にアフリカヒメイカ I. biserialis が瀬戸内海に分布するとも言われており、この種は触椀の吸盤が2列である。
なお、本種はホンヒメイカの亜種 I. pygmaeus paradoxus とされたこともあるが、触腕の吸盤列数の違いなどもあって現在では別種とされている。

## 利害
現時点では利も害もない。ただ、本種は小型であるために小さい水槽で飼育可能で、累代飼育も出来る。イカは一般に飼育が難しく、その点で本種は貴重であり、モデル生物として利用出来る可能性があるとの指摘がある。